# Fordia pauciflora
Fordia pauciflora là một loài rau đậu thuộc họ Fabaceae.
Loài này có ở Malaysia và Thái Lan.
Chúng hiện đang bị đe dọa vì mất môi trường sống.